# Павловський автобусний завод
ТзОВ «Павловський автобус» (рос. ОАО «Па́вловский авто́бус», раніше Павловський автобусний завод ім. А. А. Жданова, рос. Па́вловский авто́бусный заво́д им. А. А. Жда́нова) — радянська (згодом російська) компанія, котра займається виробництвом автобусів малого класу, а також автобусів типу «Аврора» (міська модифікація). Розташована в місті Павлово, Нижньогородська область, РФ.
7 серпня 2000 року завод входить до компанії «РусАвтоПром». з травня 2004 року компанія носить назву «Російські Автобуси» (рос. «Русские Автобусы»). Ця компанія об'єднує російських виробників автобусів різних класів. Окрім Павловського заводу, до неї входять ще 4 заводи-виробники.
У 2005 році внаслідок реструктуризації виробничих активів ВАТ «РусПромАвто» підприємство ввійшло до складу автомобілебудівного холдингу Група ГАЗ.

## Історія
Рішення про створення в місті Павлове заводу для забезпечення Горьківського автозаводу та інших автомобільних підприємств шоферським інструментом і кузовною арматурою було прийнято в 1930 році. У 1932 ріку будівництво було завершено, і почався випуск продукції. Завод на той час називався ЗАТІ (завод автотракторного інструменту).
24 квітня 1952 року постановою Рада міністрів СРСР Уряду СРСР Завод автотранспортного інструменту в місті Павлове Нижегородської області був перепрофільований і перейменований на Павлівський автобусний завод (ПАЗ). Вже 5 серпня 1952 року перші п'ять автобусів першої виробничої моделі капотної компонування ПАЗ-651 (ГАЗ-651) на шасі масової вантажівки ГАЗ-51 вийшли із заводських воріт.
У 1958 році розпочато виробництво першої розробленої на заводі нової базової моделі ПАЗ-652 вагонної (безкапотної) компонування з двома багатостулковими дверима.
12 листопада 1968 року вперше в історії вітчизняного автобусобудування без зупинки головного конвеєра заводу ПАЗ переходить до випуску розробленої на базі ПАЗ-652 нової базової моделі підприємства — ПАЗ-672, що вироблялася аж до 1989 року. Серед його модифікацій була в тому числі і повний привід однодверна модель підвищеної прохідності ПАЗ-3201.
У 1960-ті роки повністю оформляється основна виробнича концепція підприємства - задоволення найширших шарів споживачів шляхом створення можливо більшої кількості модифікацій базової моделі. Саме в ці роки завод вперше бере участь у міжнародних виставках.
1 грудня 1989 року було розпочато серійний випуск наймасовішої у 1990—2000-х роках базової моделі заводу — автобуса ПАЗ-3205. Наразі розроблено понад 80 модифікацій цього автобуса різноманітного призначення (спеціалізовані та люксові), призначених для експлуатації у різних кліматичних умовах. Із них серійно випускається близько десяти.
Наприкінці 1990-х - початку 2000-х років були розроблені нові моделі автобусів середнього та великого класів: ПАЗ-4230 «Аврора», ПАЗ-4234, ПАЗ-4223,  ПАЗ-4228, ПАЗ-5220, ПАЗ-5271, ПАЗ-5272, а також перший в Росії низькопідлоговий автобус малого класу ПАЗ-3237.
У 2000 році ПАЗ увійшов до складу «Групи ГАЗ» — машинобудівного холдингу Олега Дерипаски, що об'єднує основних виробників автобусів, вантажівок, легких комерційних автомобілів, а також автокомпонентів. З цього періоду інвестиції акціонера у розвиток виробництва Павлівського автобусного заводу становили 2,9 млрд рублів.
У ході реструктуризації виробничих потужностей було об'єднано в єдиний корпус зварювально-фарбувальний, пресовий та металозаготівельний цехи. Наймасштабніший проект з оптимізації виробництва торкнувся складального цеху — кількість ниток конвеєрів було скорочено до чотирьох. У 2009 році введено в дію фарбувальний комплекс нового покоління.
Після приєднання до «Групи ГАЗ» в експлуатацію були введені нові потужності для виробництва міських та міжміських автобусів великого та середнього класів — тридверного ПАЗ-5272 та дводверного ПАЗ-4230 «Аврора». Зважаючи на зосередження виробництва автобусів великого класу на іншому виробничому майданчику «Групи ГАЗ» — ЛіАЗ — серійний випуск цієї моделі було припинено. Також автобус середнього класу ПАЗ-4230 "Аврора" не став основною моделлю заводу. Його виробництво було передано на ще один виробничий майданчик Олега Дерипаскі — Курганський автобусний завод.
У січні 2009 року був запущений у серійне виробництво ПАЗ-3204. Він був визнаний «Кращим автобусом року у малому класі» у 2009—2010 роках, але з низки причин базовою моделлю заводу поки що не став. У тому ж 2009 році було розроблено модифікацію ПАЗ-3204 з газобалонним обладнанням.
З 2016 року випускається флагманська лінійка автобусів «Вектор NEXT», що включає машини малого та середнього класів міського, приміського та міжміського призначення. Машина відрізняється сучасним дизайном екстер'єру та інтер'єру та поєднує під своїм кузовом передові розробки автобусобудування. Виготовляється на шасі середньотоннажного автомобіля «ГАЗон NEXT». Автобус «Вектор NEXT» визнано у 2016 році переможцем конкурсу «Кращий комерційний автомобіль року» у номінації «Маршрутний автобус року». На сьогоднішній день вся лінійка автобусів «Вектор NEXT» виготовляється з дизельними або газовими двигунами Ярославський моторний завод ЯМЗ.
З 2002 року ПАЗ бере участь у національному проекті «Освіта» виробництвом шкільних модифікацій автобусів. На даний момент підприємство виробляє 3 модифікації шкільних автобусів: ПАЗ-3205, ПАЗ-3202 та «Вектор NEXT».

## Керівництво

### Рада директорів
Співробітники ТОВ «УК „Група ГАЗ“»:
- Васильєв Андрій Володимирович — керуючий директор ПАТ «Павлівський автобус», ТОВ «ПАЗ»
- Одинцов Микола Борисович — директор з розвитку корпоративних продажів

Співробітники ТОВ «Російські автобуси — група ГАЗ»:
- Федотова Олена Вікторівна — директор з фінансів та економіки
- Ніколашин Іван Юрійович — директор з корпоративних та правових питань

### Керівна організація
Повноваження одноосібного виконавчого органу емітента передано керуючій організації ТОВ «УК „Група ГАЗ“». Президент — Сорокін Вадим Миколайович. 3а 9 місяців 2016 року ТОВ «УК „Група ГАЗ“» було виплачено 6,2 млн руб.

## Основні фінансові показники
| Показники по МСФЗ, млн руб. 2015        | 2015   | 2014   | 2013   |
| --------------------------------------- | ------ | ------ | ------ |
| Аудитор                                 | ЦБА    | ЦБА    | ЦБА    |
| Активи                                  | 17 404 | 18 359 | 16 595 |
| Зобов'язання                            | 11 431 | 12 702 | 11 047 |
| Капітал                                 | 5974   | 5656   | 5548   |
| Капітал власників                       | 5656   | 5548   | 5548   |
| Виручка                                 | 7534   | 8379   | 11 176 |
| Прибуток власників                      | 318    | 108    | 1037   |
| Сукупний фінансовий результат власників | 318    | 108    | 1037   |
| Прибуток прив.                          | 5%     | 2%     | 19%    |
| Капітал/Активи                          | 34%    | 31%    | 33%    |

## Показники на акцію
| Показники на акцію з МСФЗ (на кінець року) | 2015      | 2014      | 2013      |
| ------------------------------------------ | --------- | --------- | --------- |
| Усього акцій, шт.                          | 1 567 904 | 1 567 904 | 1 567 904 |
| Капітал на акцію, руб.                     | 3810,18   | 3607,36   | 3538,48   |
| Прибуток акцію, крб.                       | 202,82    | 68,88     | 661,39    |
| Виторг на акцію, руб.                      | 4805,14   | 5344,08   | 7127,99   |
| Котирування, руб                           | 201,00    | 117,00    | 150,00    |
| P/B коефіцієнт                             | 0,05      | 0,03      | 0,04      |
| P/E коефіцієнт                             | 0,99      | 1,70      | 0,23      |
| P/S коефіцієнт                             | 0,04      | 0,02      | 0,02      |

## Продукція
Павлівський автобусний завод спеціалізується на розробці та випуску автобусів малого та середнього класу (довжина 7-9 м). Максимальна виробнича потужність підприємства - до 10 000 одиниць на рік. Модельний ряд ПАЗ включає базові моделі сімейств малого класу ПАЗ-3205 та ПАЗ-3204, сімейства автобусів «Вектор» та «Вектор NEXT», а також спеціальні автобуси — ПАЗ-3206 з колісною формулою 4×4 , шкільні модифікації, вантажопасажирський ПАЗ 32053-20 та ритуальний автобус ПАЗ-32053-80.

### Автобуси малого класу
- Вектор NEXT - автобус нового покоління на шасі ГАЗон NEXT.
- ПАЗ-2256 — автобус малого класу, побудований на шасі ISUZU.
- ПАЗ-3205 — автобус малого класу, основна модель заводу.
- ПАЗ-3206 — автобус малого класу, призначений для перевезення пасажирів по дорогах з різними видами покриттів, у тому числі по ґрунтових, у різну пору року. Повнопривідний автобус повною масою 7,2 т, має одні двері та 28 посадкових місць. Він оснащується російськими 4 або 5-ступінчастими коробками передач і 2-ступінчастою роздатковою.
- ПАЗ-3237 - перший російський низькопідлоговий автобус малого класу для великих міст з інтенсивним пасажиропотоком.
- ПАЗ-3203, ПАЗ-3204 — автобуси малого класу нової родини для комерційних перевезень.

### Автобуси середнього класу
- ПАЗ-4234 — подовжена модифікація автобуса ПАЗ-32054 для приміського та міжміського сполучення.
- ПАЗ-4230 «Аврора» — автобус середнього класу із сучасним дизайном. Зважаючи на характерний передок в побуті часто називається як «каченя». Є спрощена та покращена версія автобуса відповідно з вікнами на гумових прокладках та вклеєними. Виробництво передано на КАВЗ. Були розроблені такі модифікації:
  - ПАЗ-4230-01, ПАЗ-4230-04 — автобус для приміського та міжміського сполучення. Має 31 місце для сидіння, загальна місткість - 54 людини.
  - ПАЗ-4230-02, ПАЗ-4230-05 — автобус для приміського та міжміського сполучення. Має 29 місць для сидіння, загальна місткість - 52 людини.
  - ПАЗ-4230-03, ПАЗ-4230-06 - міський автобус з двома двостулковими дверима. Має 27 місць для сидіння, загальна місткість - 56 осіб.
- ПАЗ-320412 - автобус середнього класу з нового сімейства. Випускається у модифікаціях: міська, приміська, міжміська.
- Вектор NEXT — автобус нового покоління на шасі ГАЗон NEXT.

## Галерея

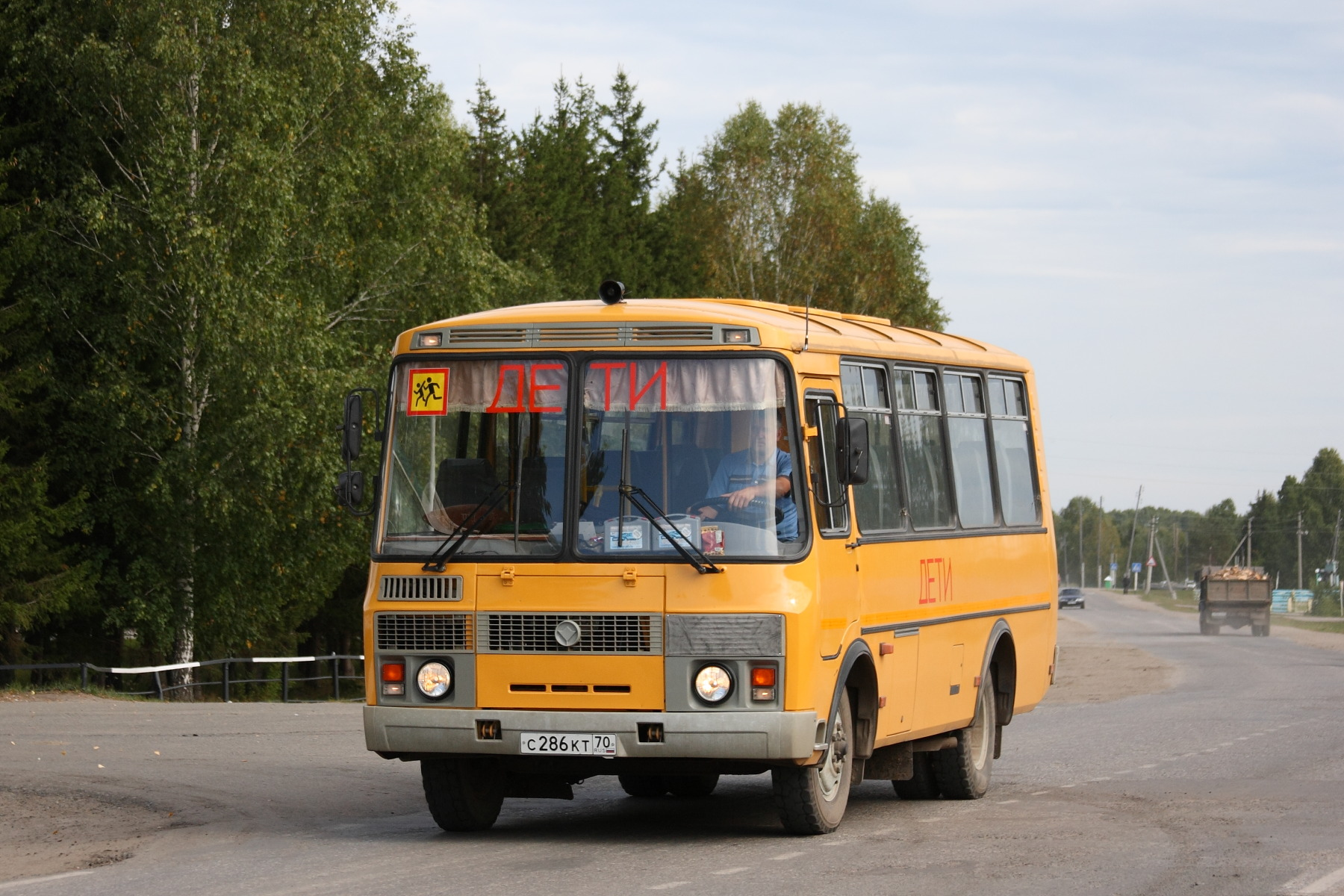
Шкільний автобус ПАЗ-3205
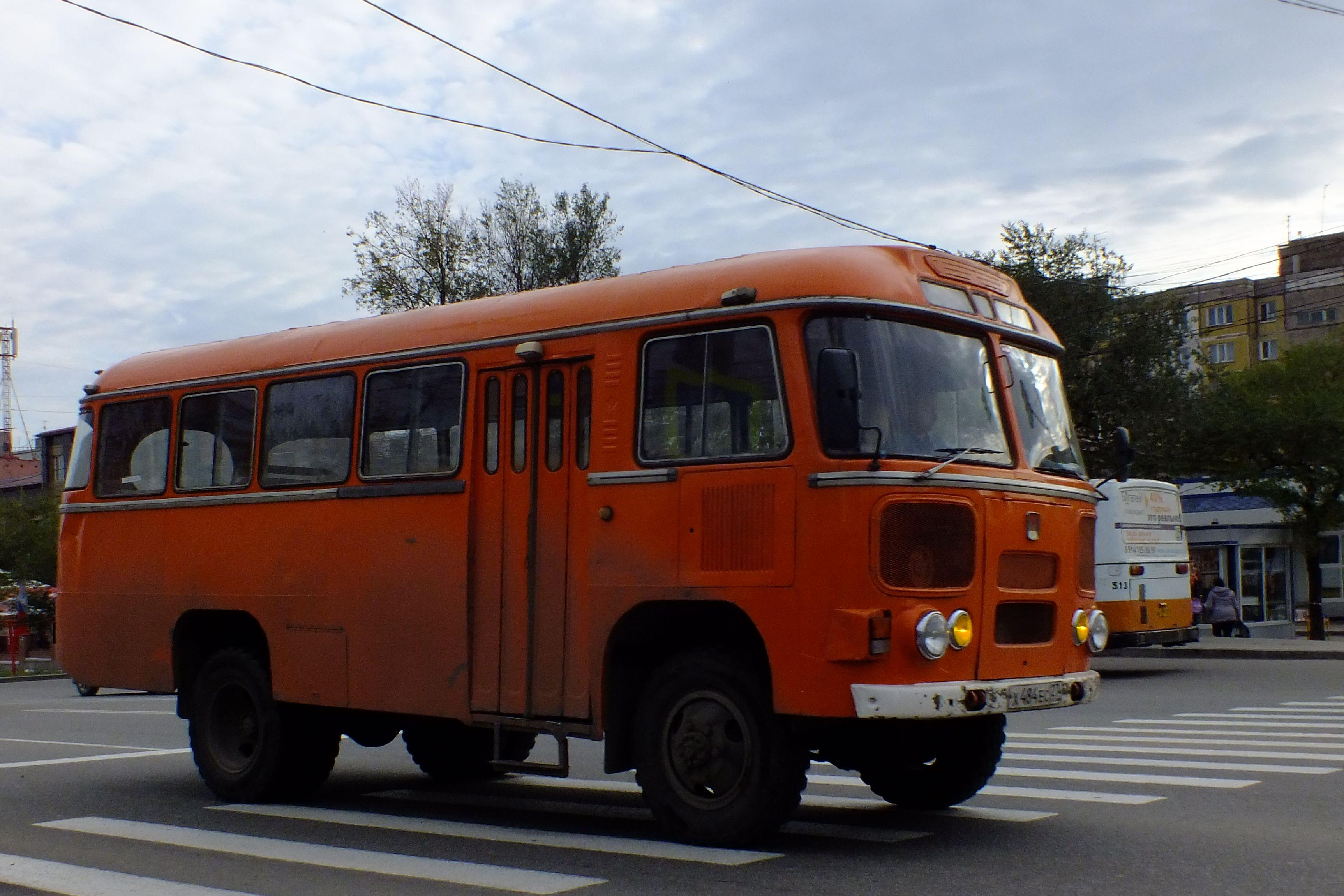
Повнопривідний автобус ПАЗ-3201 1970-1980-х років
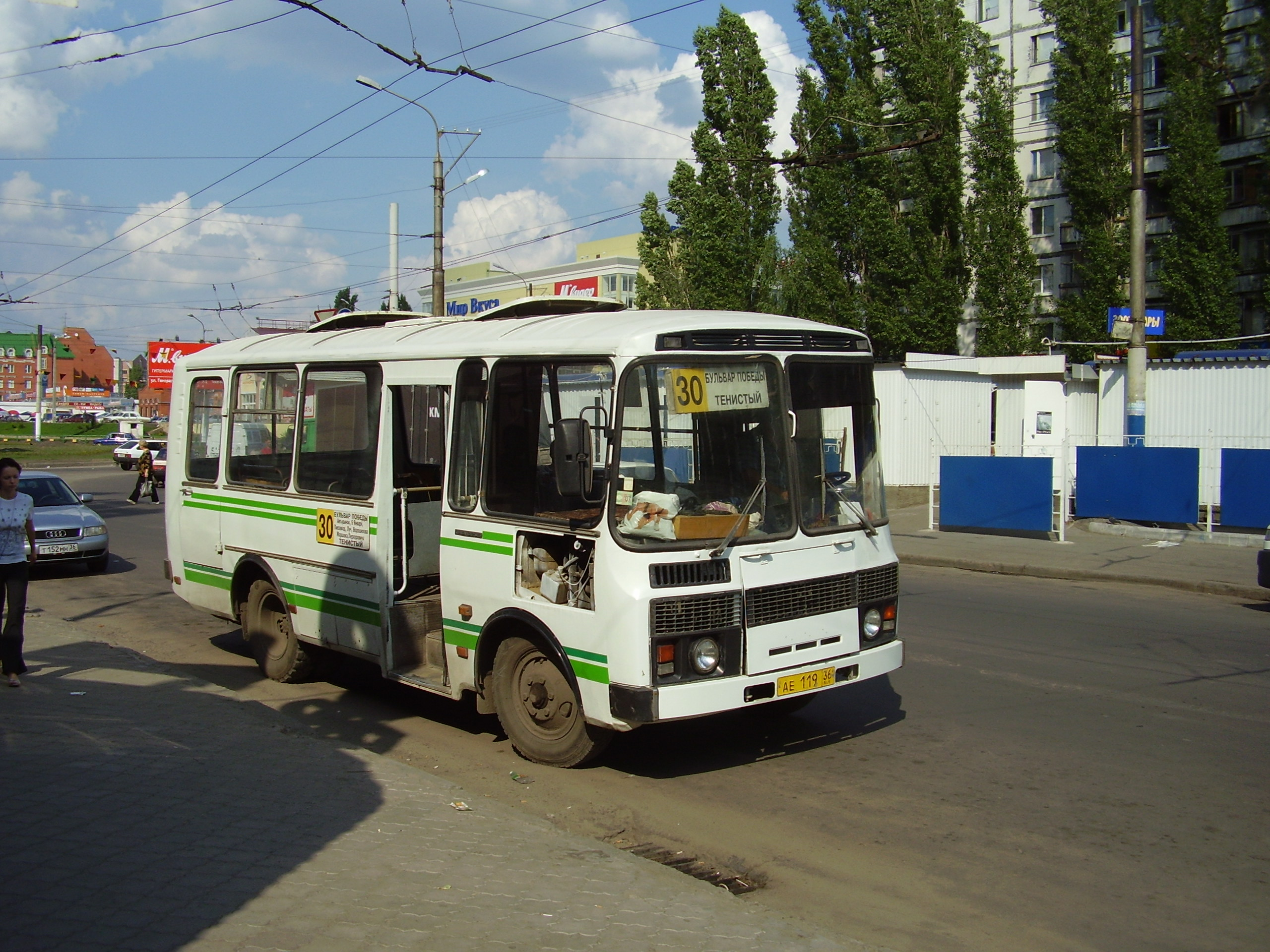
ПАЗ-3205, масовий автобус малого класу з кінця 1980-х років
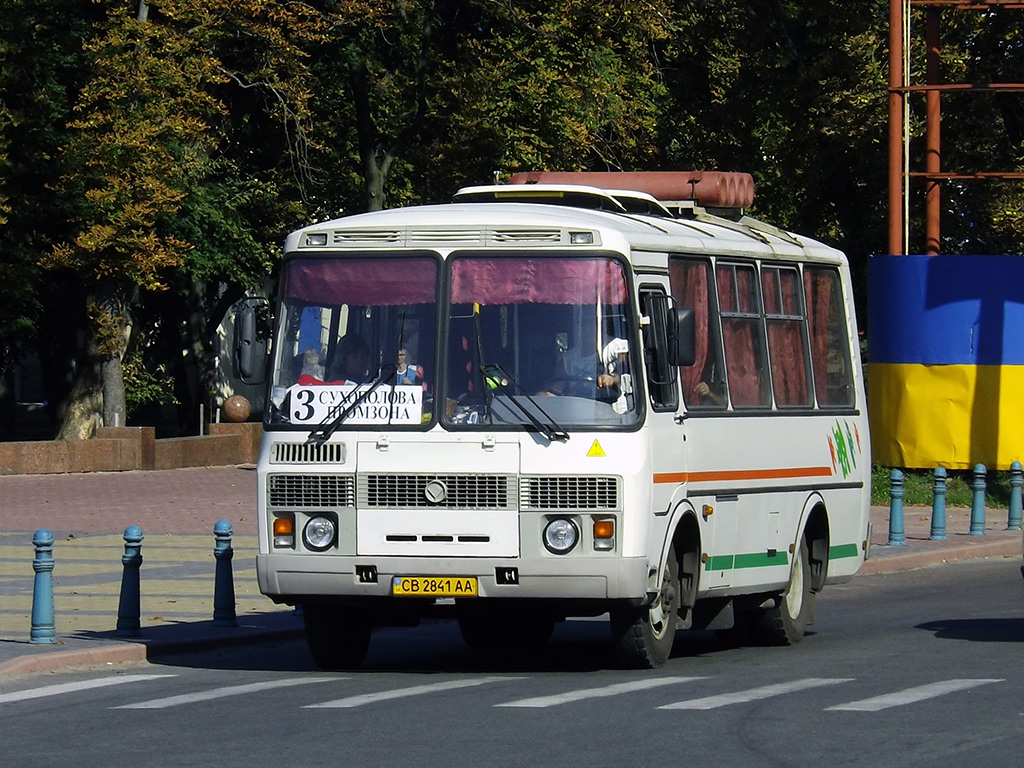
Міський автобус ПАЗ-32054
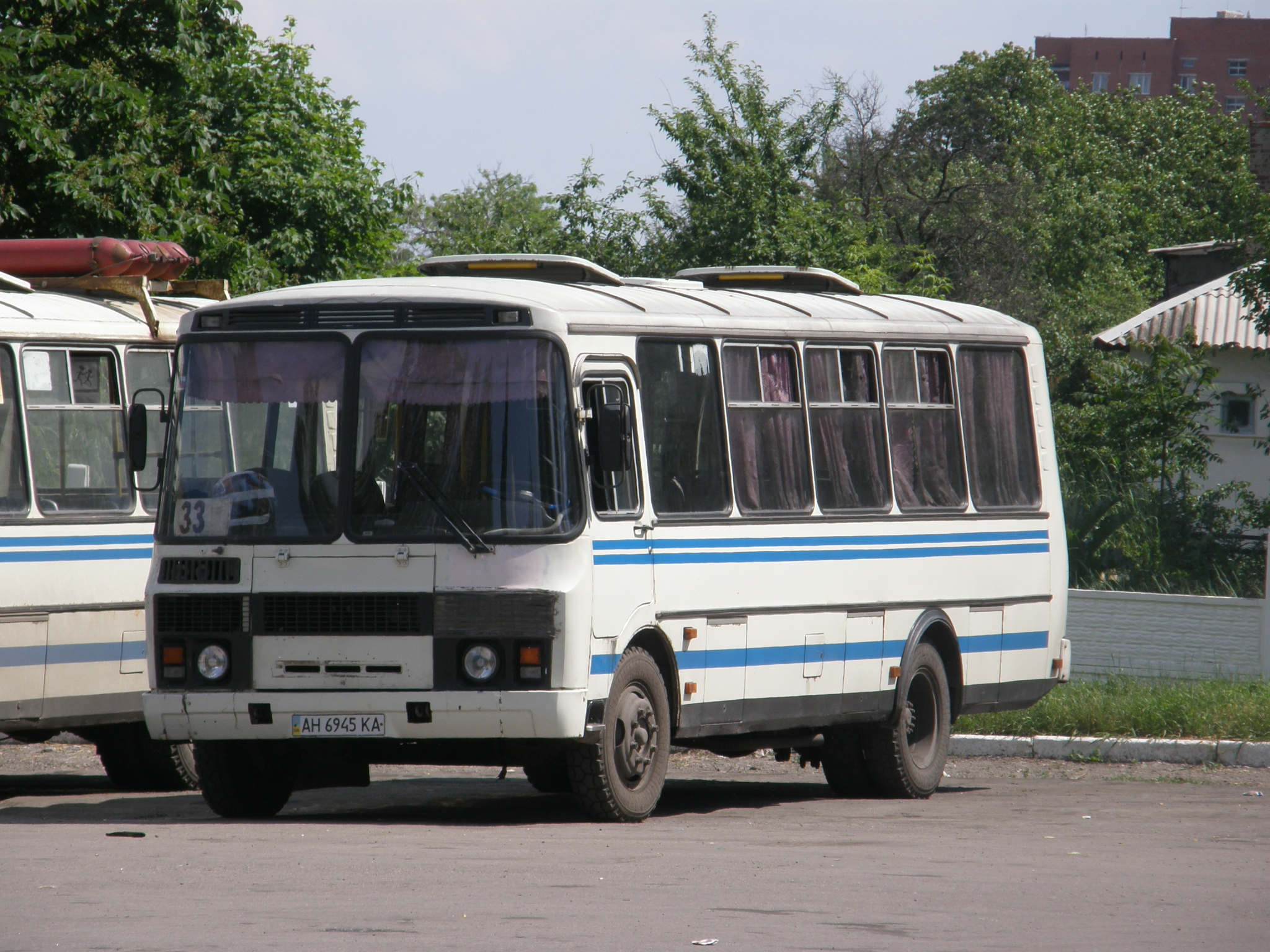
Автобус ПАЗ-4234

## Див також
- Чкаловський автобусний завод